# Mizque
Mizque är huvudstaden i den bolivianska provinsen Mizque i departementet Cochabamba. Mizque ligger vid Mizque Rivers, en av de större bifloderna till Rio Grande.